# Poesiomat (Olomouc)
Poesiomat v Olomouci stojí v parku na prostranství před katedrálou svatého Václava a Arcidiecézním muzeem.

## Historie
Poesiomat byl slavnostně odhalen ve středu 1. června 2016 jako třetí v České republice. Tento automat na verše nabízí osmnáct děl, například Jiřího Wolkera, Karla Plíhala, Sylvy Fischerové nebo Vlastimila Artura Poláka; některé z nich namluvili přímo jejich autoři. Verše vybral básník a autor knih pro děti Radek Malý; podmínkou byla vazba umělců na Olomouc, buď tvorbou, místem narození, nebo pobytem.